# Ludwig Wittgenstein
Ludwig Josef Johann Wittgenstein (IPA: 'luːdvɪç 'joːzɛf 'joːhan 'vɪtgənʃtaɪn) (Bécs, 1889. április 26. – Cambridge, 1951. április 29.) osztrák filozófus, a huszadik század egyik legnagyobb hatású gondolkodója, jelentősen hozzájárult a logika, a matematikafilozófia és a nyelvfilozófia fejlődéséhez.

## Élete
1889. április 26-án este fél 9-kor született Bécsben az Alleegasse (ma Argentinierstraße) 16. szám alatti házban, mint a Wittgenstein család nyolcadik gyereke. Apja Karl Wittgenstein acélmágnás (Ausztria–Magyarország első vasúti sínkartelljének megalapítója), anyja Leopoldine Kalmus, aki katolikus hitre áttért zsidó származású családból származott és tehetséges zongorista hírében állt. Wittgenstein igen nagy jómódban nőtt fel, kora ifjúságát Bécsben és a „Hochreith”-en, nem messze Bécstől, a család nyári birtokán töltötte, de gyerekkorát beárnyékolta apja szigorú nevelése. Bár házukban a kor több neves művésze is szívesen látott vendég volt (Mint például Mahler, Brahms vagy Pablo Casals), Wittgenstein apja az amúgy művészi hajlamú gyerekeknek nem szánt művészi pályát. Azt szerette volna, hogy gyerekei „tisztességes” pályát válasszanak, azaz üzletemberek vagy mérnökök legyenek. Részben ennek tudhatók be a család sorozatos tragédiái: egy gyermek megszökött, három öngyilkos lett.

### Korai évek
Ludwig kezdetben házi nevelésben részesült, magántanítók nevelték a szigorú apa kidolgozta terv szerint, majd 1902-től reálgimnáziumba ment. Linzi tanulmányait 1906-ban érettségivel zárta.
Főiskolai tanulmányait a Berlin-Charlottenburg Műszaki Főiskolán kezdte, később Manchesterben folytatta. Az egyetemen kezdetben repülősárkány-kísérletekkel foglalkozott, majd mint kutató diák („research-student”) a manchesteri egyetem mérnöki tanszékén egy „motor nélküli” repülőgépmotor kifejlesztésében vett részt, amelynél a légcsavart a lapátok végén elhelyezett fúvókákon kiáramló gázsugár forgatta körbe. Több találmánya is volt a repüléstechnika területén, egyiket szabadalmaztatta is Improvements in Propellers applicable for Aerial Machines. Patent No. 27.087. – AD 1910 GB. néven.
Manchesterben ismerkedett Bertrand Russell és Frege matematikai-logikai műveivel, majd 1911-től Cambridge-be utazott, hogy Russell tanítványaként a logikának szentelje magát. Kezdetben mint „undergraduate” – kezdő tanuló – beköltözött a Trinity College-ba, de nemsokára „advanced student” lett. Russell előadásai mellett Thomas Moore pszichológiai előadásait is látogatta. Tutora először a matematikus Glaisher, később pedig W. M. Fletcher volt. Nemsokára tagja lett a Moral Science Clubnak, a Morális Tudományok Kara vitaklubjának (így nevezték a cambridge-i egyetem Bölcsészkarát a 60-as évek végéig). A klubban első előadását a „Mi a filozófia?” néven tartotta. De ugyanezen idő tájt, barátaival együtt kísérleteket is végez a nyelv és a zene ritmusának tanulmányozásához, kísérleti alanyként egyik társukat használták. Barátai, főleg David Pinsent ösztökölésére belépett a „The Apostles” [Az Apostolok] titkos társaságba, amit "a The Society", illetve „The Cambridge Conversazione Society” néven is szokás emlegetni.
1913. január 20-án meghalt az apja, aminek következtében Wittgenstein hatalmas vagyont örökölt. Ugyanezen év márciusában megjelent első publikációja a The Cambridge Review – A Journal of University Life and Thought című folyóiratban: egy recenzió P. Coffey The Science of Logic című, a tudomány metodológiájáról szóló könyvéről. Később Philip Jourdain matematikussal közösen Frege: Grundgesetze der Arithmetika című művét lefordította angolra, amit később Philip Jourdain saját nevén jelentetett meg. Októberben, Londonban beszámolt Russellnak addigi logikai tanulmányairól, amit a beszélgetés közben egy gyorsíró jegyzett le. A gépírásos feljegyzés, Wittgenstein részletes kézírásos változtatásaival, valamint Russell megjegyzéseivel, manapság megtalálható Kanadában, az ontarioi McMaster University Russell-Archívumában. Az 1913. év telét Norvégiában töltötte, Skjoldenban, egy kis, eldugott helyen Bergentől északnyugatra, ahol mint Russellnak írta, magányában logikáról szeretne gondolkodni. Karácsonykor azonban rövid időre hazautazott családjához, Bécsbe. Az ebben az időszakban készült kéziratok, amelyekről például a Russellhoz intézett leveleiben szól, mind elvesztek.
1914 tavaszán a skjoldeni hegyekben belefogott egy faház építésébe, azonban június végén elhagyta Norvégiát. Bécsbe, majd ezt követően a Hochreithra utazott, és a Brenner című folyóirat szerkesztője lett. 100 000 koronát adományozott Ludwig von Ficker számára, hogy a „vagyontalan osztrák művészek között ossza szét”. Ficker a következőképpen osztotta szét a pénzt: Georg Trakl 20 000 korona, Rainer Maria Rilke 20 000, Carl Dallago 20 000, Oskar Kokoschka 5 000, Else Lasker-Schüler 4 000, Adolf Loos 2 000, Borromäus Heinrich 1 000, Hermann Wagner 1 000, Georg Oberkofler 1 000, Theodor Haecker 2 000, Theodor Däubler 2 000, Ludwig Erik Tesar 2 000, Richard Weiss 2 000, Karl Hauer 5 000, Franz Kranewitter 2 000 és Hugo Neugebauer 1 000.

### Az első világháború
Az első világháború kitörésekor erkölcsi indíttatástól vezérelve augusztus 7-én önkéntesnek jelentkezett, és a „Goplana” őrhajón a frontra került a Visztulán. Ekkor már dolgozott a Logikai-filozófiai értekezésen (Tractatus logico-philosophicus), majd október 30-án elkezdte a második kéziratának a munkálatait, amelyen 1915. június 22-éig dolgozott.
1915-ben egy robbanás következtében megsebesült, kórházba került Krakkóban, majd július végén Lembergben egy tüzérségi műhelyvonaton kezdett dolgozni.
1916-ban a galíciai frontra került, itt kezdte el március 29-én a harmadik fennmaradt kéziratkötetet, amelyen 1917. január 10-éig dolgozott.
1917-ben Bukovinában volt a fronton, részt vett a Kerenszkij-offenzíva, visszaverésében több kitüntetést is kapott. Innen a tűzszünet megkötése után Bécsbe utazott.
1918-ban a tartalékosok hadnagyává nevezték ki, és a déli frontra vezényelték Asiago mellé. Itt többször kitüntetésben részesült, június 15-én a „Goldene Tapferkeitsmedaille für Offiziere”, majd július 30-án „Band zum Militärverdienstorden mit Schwertern” kitüntetésekben. Szabadságát a Salzburg melletti Halleinban töltötte, itt fejezte be a Logikai-filozófiai értekezés utolsó változatát, azonban a könyvet nem sikerült publikálnia. Visszatérve a frontra, saját ágyút épített: bronzhuzalt tekert a lőszerrel azonos átmérőjű fatörzs köré, és a fémet hatalmas tűzben ágyúcsővé olvasztotta. November 3-án Trient közelében hadifogságba került.

### Az első világháború utáni évek
A háború miatt megromlott a viszonya az angol barátaival: Whitehead – aki egyik fiát a csatatéren veszítette el – nem áll többé szóba Wittgensteinnel. Russell, aki nagy pacifista volt, nem szakította meg kapcsolatát Wittgensteinnel.
A hadifogságból hazatérve a megmaradt vagyonát szétosztotta testvérei között. Szeptember 16-ától Bécsben népiskolai tanítónak tanult. Ugyanebben az évben több sikertelen kísérletet is tett kéziratának a kiadására.
Wittgenstein arra kérte Russellt, hogy Cambridge-ben raktározott dolgait, bútorait, könyveit stb., adja el és semmisítse meg az ott található kéziratait: „A holmijaim között van egy csomó napló és kézirat. Ezeket mind el kell égetni!!!” (Levél Russellhoz, 1919. november 1., Briefe, 108. levél.)
1920-ban Russell előszót írt Wittgenstein kéziratához, amellyel az nem értett egyet, és inkább a könyv kiadásának az elnapolása mellett döntött. Így írt erről Russellnek: „némely dologgal benne nem értek [mégsem] egészen egyet; sem ott, ahol engem bírálsz, sem pedig ott, ahol nézetemet pusztán meg akarod világítani”. Majd a szöveg német fordítása után a következőket írta: „S a Te angol stílusod finomsága ugyanis a fordításban – magától értetődően – elveszett, és ami megmaradt, az csak felületesség és félreértés.” (Levél Russellnak, 1920. május 6., Briefe, 129. levél.)
Később Wittgenstein kertészsegédként dolgozott Bécs közelében a klosterneuburgi kolostorban, szeptemberben elfoglalta első népiskolai tanítói állását Trattenbachban, egy kis faluban a Semmering lábánál Alsó-Ausztriában.
1921. január 14-én a Cambridge University Press szindikátusa újból elutasította Wittgenstein kéziratának a publikálását. Februárban mégis megjelent a könyv Ostwald Annalen der Naturphilosophie-jának utolsó számában, Russell bevezetőjével együtt.
A nyári szünetet Wittgenstein Norvégiában töltötte abban a kunyhóban, amelyet 1914-ben Skjoldenban épített magának.
1922-ben lefordították a könyvét angolra, Wittgenstein azonban nem volt megelégedve a fordítás minőségével. Június 22-én egy levélben az összes publikálási jogot átruházta a londoni Kegan Paul Kiadóra.
Szeptembertől felső tagozatos tanárként az alsó-ausztriai Neunkirchen város közelében, Haßbachban tanított, de visszakérette magát alsó tagozatos tanárnak, és Puchberg am Schneebergben tanított.
Novemberben kézhez kapta a Logikai-filozófiai értekezés német-angol kiadásának első tiszteletpéldányait, amely Moore javaslatára a Tractatus logico-philosophicus címet viselte.
1923 októberében a Mind című filozófiai folyóiratban megjelenik a Tractatusról szóló első recenzió.
1924-ben másik iskolába helyezték, Otterthalba, egy Trattenbach-hoz közeli faluba (Alsó-Ausztria, Feistritz-völgy).
December 25-én írt először Moritz Schlick Wittgensteinnek, és arra kérte, találkozhassanak. A Schlick körüli vitakörben, amelyből később a Bécsi Kör létrejött, Wittgenstein alapgondolatait igen fontosak tekintették.
1925. április 22-én megírta Wittgenstein a Wörterbuch für Volksschulen, egy helyesírási könyv bevezetőjét.
1926-ban szolgálati fegyelmi eljárást folytattak ellene egy diák pofonvágása miatt, aminek következményeként feladta a tanári pályát, és kertésznek állt az irgalmas testvérek kolostorában Hütteldorfban.
1927-ben végül találkozott Schlickkel, majd Carnappal, Herbert Feigllel és Maria Kaspar-Feigllel is. Azonban ebben az időben Wittgenstein egyre kevesebbet foglalkozott filozófiával. Vélhetően úgy gondolta, hogy „Traktátusa” megdönthetetlen módon rendezte azokat a vitás kérdéseket, melyekre érdeklődése éveken át irányult. Míg a Bécsi kör filozófusai lelkesen vitatkoztak tézisein, Wittgenstein visszavonult a filozófiától; s tanári pályájának feladása után különféle alkotó jellegű tevékenységekkel foglalkozott: segédkertésznek állt be egy monostorban, a nővére házának építésével, fényképészettel és szobrászattal volt elfoglalva.

### Visszatérés Cambridge-be
A filozófiához valószínűleg L. E. J. Brouwer, a híres intuicionista matematikus egy bécsi előadása térítette vissza (1928. március), ugyanis Wittgenstein két ismerőse, Herbert Feigl és Friedrich Waisman nagy nehezen rávették, hogy jöjjön el meghallgatni.
1929-ben újra Cambridge-be utazott, ahol a nyolc évvel azelőtt megjelent Logikai-filozófiai vizsgálódás angol fordításával június 18-án doktori címet szerzett.
Ez év februárjában megkezdte az elsőt abból a tizennyolc kéziratkötetből, amelyeken aztán 1940-ig dolgozott. Június 19-én a Trinity College ösztöndíjat adott neki, amely lehetővé tette számára, hogy folytassa kutatómunkáját Cambridge-ben. Július 13-án Nottinghamban előadást tartott a Joint Session of the Mind Association and the Aristotelian Society előtt.
1930 márciusában és áprilisában Wittgenstein Bécsben eddigi kéziratai szinopszisán dolgozott. Ezt követően meglátogatta Russellt a Beacon Hill School-ban, és elkészült a Philosophische Bemerkungen kéziratának javított változatával, amely munkával később Trinity College Fellowship-ra pályázott, amit el is nyert. Augusztus 11-én elkezdte írni az ötödik kéziratkötetet Bemerkungen címmel, és december 10-egy másik kötetet is Philosophische Bemerkungen címmel. Július 7-én elkezdte a Bemerkungen zur Philosophie kötetet, október 5-én a Bemerkungen zur Philosophischen Grammatik (Megjegyzések a filozófiai grammatikához) és november 28-án a Philosophische Grammatik (Filozófiai grammatika) kötetet. Ezekhez a kötetekhez és még néhány következőhöz is fennmaradtak a jegyzetfüzetek.
1931–1932-ben visszavonult a tanítástól, hogy munkájára összpontosítson, azonban péntekenként 17-től 19 óráig a hallgatóinak fogadóórát ad.
1932. május 27-étől június 5-éig megírta a X. kötet első részét: X. Philosophische Grammatik címen.
1933-ban a Mind című folyóiratban cikket közölt. A következő tanévben előadásait lediktálta tanítványának, Francis Skinnernek. A kéziratot sokszorosították, és szétosztotta hallgatói közt. Ezek a jegyzetek ma Blue Book (Kék könyv) néven ismeretesek.
Több kísérletet is tett arra, hogy egy nagy, átfogó könyvet írjon, de kéziratait állandóan újraírta , a régieket megsemmisítette.
1934–1935-ös tanévben lediktálta Alice Ambrose-nak és barátjának, Francis Skinnernek az úgynevezett Brown Book-ot (Barna könyv), amelyből eredetileg három gépelt másolat létezett, azonban több „illegális” másolat is készült.
1935-ben, az ösztöndíj lejártával, szeptember 12-én a Szovjetunióba, Leningrádba, majd innen Moszkvába utazott. Kazahsztánban tanszéket ajánlottak fel neki, de ő visszautazott Cambridge-be, a következőképpen nyilatkozott szovjet útjáról:
„Lehet ott élni, de csak akkor, ha egész idő alatt az ember tudatában marad annak, hogy soha nem nyilváníthatja ki a véleményét… Olyan, mintha az ember élete maradékát hadseregben, a világ valamely hadseregében töltené, és ez képzett emberek számára meglehetősen nehéz.”
(Interjú Gilbert Pattissonnal.)
1936-ban Norvégiába utazott és kísérletet tett arra, hogy átdolgozza a Brown Book-ot „Filozófiai vizsgálódások” címen, azonban nem fejezte be.
1937-1940 között Cambridge – Skjolden (Norvégia) – Bécs között ingázott és tovább dolgozott a kéziratain. 1940-től újra professzor lett Cambridge-ben.
1941 novemberétől a háború befejeztéig önkéntesként dolgozott egy londoni kórházban. Később mint laboráns kenőcsöket kevert a dermatológia számára. Azonban tovább dolgozott kéziratain és privát beszélgetéseken vett részt volt tanítványaival.

### Utolsó évek
1947. december 31-én hivatalosan megvált professzori posztjától, teljesen visszavonult a tanítástól, és kizárólagosan a könyvén dolgozott. Az 1940 és 1949 közötti időszakban 16 kéziratkötetet írt.
1948-ban Rosróba költözött Drury magányos nyaralójába Connemarában, Írország nyugati partján, hogy a világtól elszigetelten, teljes magányban csak a munkának szentelje magát. Állítólag idegösszeomlást kapott, erről néhány barátja számolt be.

Ősszel – a háború vége óta először – újra Ausztriába utazott, hogy meglátogassa nővérét, Herminét, aki halálos ágyán feküdt. Októberben visszautazott Cambridge-be, majd Írországba. Írországban a dublini Rossans Hotelban lakott, ahol elkészítette első végrendeletét, amelyben – miként december 12-én Moore-nak írja – végrendelkezése végrehajtóiként „Rhees-t és a Trinityből Burnabyt”, aki a Trinityben tutor és pap, nevezi meg.

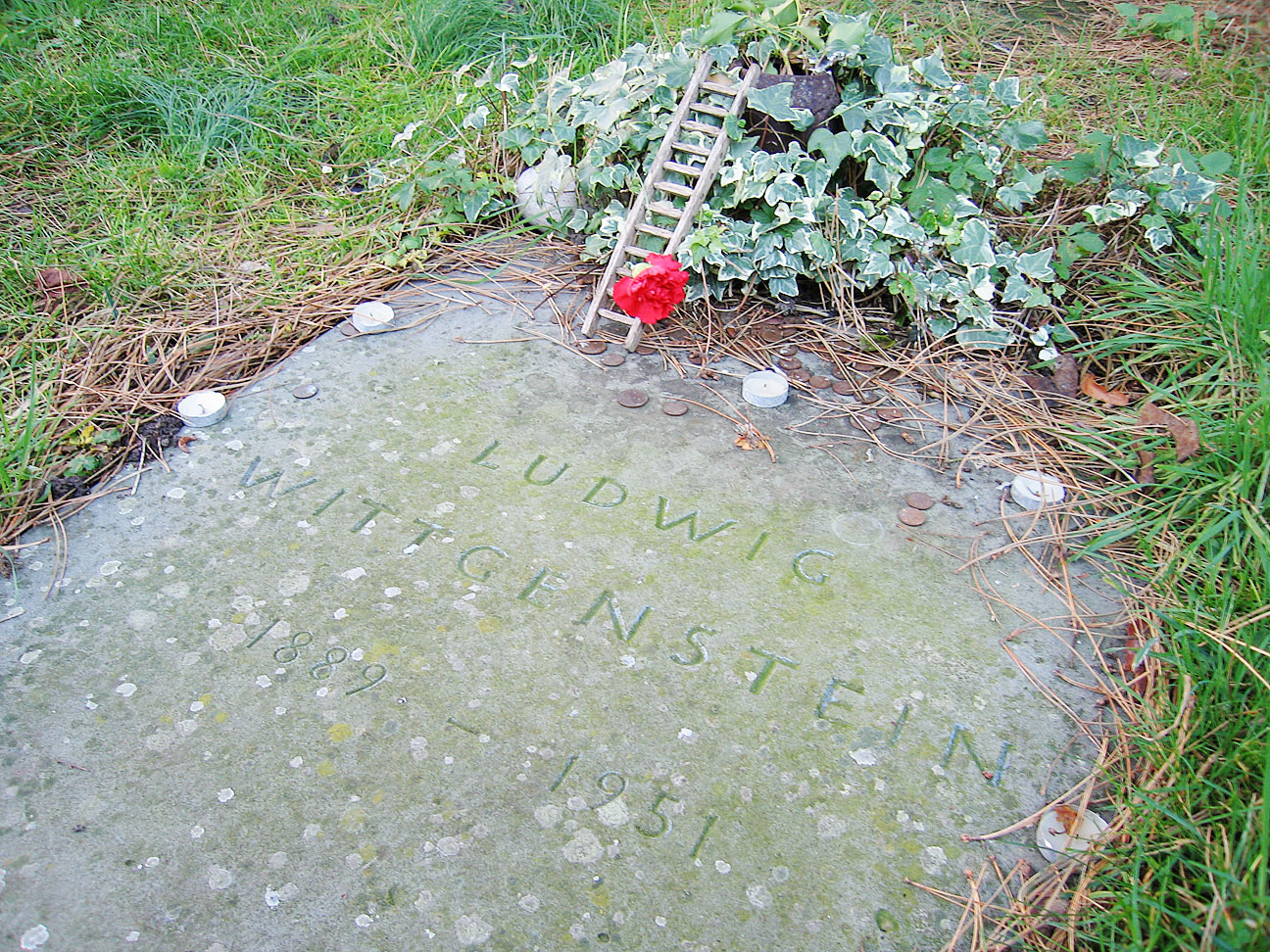
Wittgenstein sírja

1949-ben tovább folytatta kéziratai írását, miközben többször utazott Bécsbe, majd később Amerikába is. Amerikában nagyon megbetegedett, kórházba is került, a következőket mondta barátjának: „Nem akarok Amerikában meghalni. Európai vagyok – Európában akarok meghalni […] Milyen ostoba dolog volt tőlem, hogy idejöttem” – (Norman Malcolm, A Memoir, Oxford 1984.) Visszatérve Angliába, orvosa, dr. Edward Bevan rákot diagnosztizált nála. Ő azonban tovább dolgozott munkáján, és decemberben Bécsbe utazott családjához.
1950. április elején Wittgenstein visszatért Cambridge-be. Áprilisban Oxfordba költözött tanítványához, Elisabeth Anscombe-hoz, majd egy norvégiai út után november 27-én beköltözött cambridge-i orvosának, dr. Bevannak a házába. Karácsonykor hazatért Bécsbe a családjához látogatóba, ahogyan ezt mindig is tette.
1951-ben új végrendeletet írt. Végrehajtójául Rush Rheest nevezi meg, írásait Rush Rheestre, G. E. M. Anscombe-ra és G. H. von Wrightra hagyta.
Április 25-én elkezdte írni utolsó kéziratát, amelynek utolsó bejegyzését április 27-én írta: 
„Ha valaki azt hiszi, hogy néhány nappal ezelőtt Amerikából Angliába repült, akkor azt hiszem, ebben nem tud tévedni. Mint ahogyan abban sem, ha azt mondja, »most az asztalnál ül és ír«. De ha az ilyesfajta esetekben nem is tévedhetek – nem lehetséges az, hogy narkózisban vagyok? Ha elkábítottak, és most a narkózis megfoszt öntudatomtól, akkor most valójában nem beszélek és gondolkodom. Nem tételezhetem fel komolyan, hogy most álmodom. Aki álmában mondja, »Álmodom«, még ha közben hangosan beszél is, annak éppoly kevéssé van igaza, mintha álmában azt mondaná, »Esik«, mialatt tényleg esik az eső. Még akkor sincs igaza, ha álma valóban összefügg az eső neszével.”
Április 28-án este Wittgenstein elveszítette eszméletét és a következő reggelen, április 29-én meghalt.

## Filozófiája
Munkássága két korszakra („korai” és „késői”) osztható: az első korszak tipikus (és egyetlen könyv formában megjelent) műve a Logikai-filozófiai értekezés (Tractatus logico-philosophicus, 1919). Későbbi évei során problémával összefüggésben) elvetette a tractatusi gondolatok nagy részét. Kései korszakának egyetlen könyv formára hozott dokumentuma a Filozófiai vizsgálódások (1953) című mű.
Wittgensteinre két filozófiai iskola is hivatkozik: az angolszász jellegű analitikus filozófia a korai filozófiájára, és az Austin által megalapozott hétköznapi nyelv filozófiája-irányzat (Ordinary Language Philosophy) a kései gondolatokra. Újabban a szimbolikus antropológia angolszász képviselői (pl. Mary Douglas) is kapcsolódnak hozzá.

### Az első korszak: Logikai-filozófiai értekezés

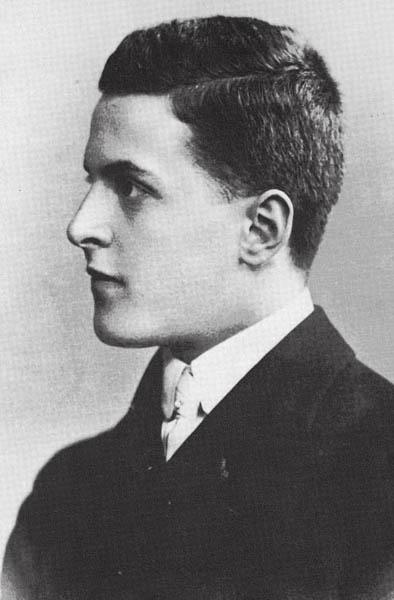
Ludwig Wittgenstein (1908)

A Tractatus egy igen tömör mű, Wittgenstein állításait számozott tételekként adja elő, kifejtés, magyarázat nélkül. A könyv a következő hét főtétel köré épül:
1. A világ mindaz, aminek esete fennáll.
2. Aminek esete fennáll, a tény, nem más, mint a körülmények megléte.
3. A tények logikai képe a gondolat.
4. A gondolat értelemmel bíró kijelentés.
5. Minden kijelentés az elemi kijelentések igazságfüggvénye.
6. Az igazságfüggvény általános formája a következő: [`p,`x, N(`x )].
7. Amiről nem lehet beszélni, arról hallgatni kell.
A Tractatus egy jellemzően episztemológiai mű. Itt található meg a megismerés folyamatának kép-allegóriája. A megismerés folyamatában a Tractatus a nyelvre koncentrál, ezzel az ún. nyelvi fordulat egyik legfontosabb alkotását tartjuk a kezünkben.
A világ tényekből áll és azok konfigurációiból, a tényállásokból [Sachverhalt]. A dolgok képezik a világ szubsztanciáját, melyek mint olyanok egyszerűek, változatlanok és a tényállásoktól függetlenek. A dolgok létezésére azonban csak a priori következtethetünk: ha nem lennének tárgyak nem beszélhetnénk igazságértékekről sem. Számunkra sohasem jelennek meg, csupán a tényállásokból ismerhetjük őket. A tényállásban a dolgokat egy reláció kapcsolja össze. Ezek a relációk képezik a világ logikai vázát (logikai forma), a nyelv és a világ közösségét (a logikai forma minden képben közös). A tényállás általános formája reláció: "aRb" (a kapcsolatban áll b-vel).
Az elemi mondatok tényállásokat képeznek le. Egy elemi mondat nevekből áll, amelynek jelentései a tárgyak és azok összekapcsolása (hieroglif írás). Egy mondat akkor értelmes, ha tényállások fennállását vagy nem-fennállását mutatja be. Egy mondat akkor igaz, ha a mondatban próbaképp összeállított tény fennáll.
A tautológia és az ellentmondás nem képei a valóságnak, mert az egyik mindent megenged, a másik semmit sem.
A Tractatus képe a nyelvről az analitikus-szintetikus distinkciót vetíti előre, Wittgenstein tulajdonképpen a nyelv állításait a következő halmazokra bontja. A természettudomány kijelentései empirikus tényállítások, a logika pedig tautológiákból áll. A misztikus az, ami ezen kívül van: Én, Isten, az erkölcs, a vallás, a művészet; erről Wittgenstein a Tractatus befejező mondatában ezt írja: "Amiről nem lehet beszélni, arról hallgatni kell."
Egy fontos nézet, hogy Wittgenstein szerint a nyelvről beszélni nem lehet értelmes, filozófiai formában. Mivel Wittgenstein számára a filozófia viszont elsősorban nyelvi elemzés, ezért a filozófia maga is kérdésessé válik. Ebből következően Wittgenstein számára a filozófia nem lehet egy örök érvényű tézisrendszer, hanem ahogy ő mondja, egy létra, amelyre ha felmásztunk, eldobhatjuk azt. Azaz a filozófia egy olyan folyamat, amelyen ha mind végigmegyünk, a végén eldobjuk.

### A második korszak

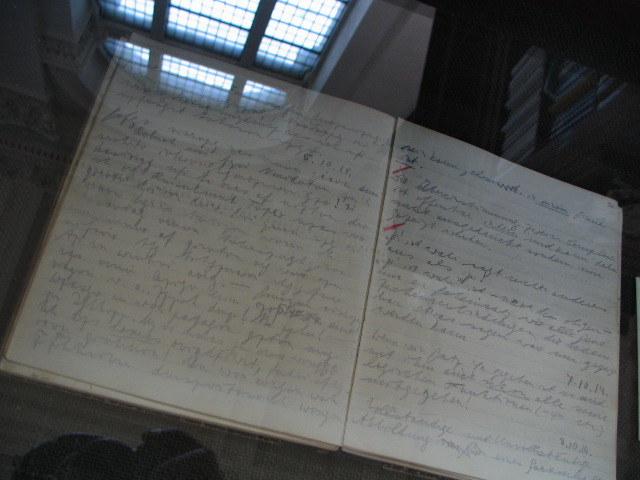
Wittgenstein jegyzet

Filozófiájának második korszakában, amit a Filozófiai vizsgálódások műben fejt ki, Wittgenstein igyekszik ahogyan ő mondta: 'kijavítani a Tractatusban elkövetett hibákat'. Ezért e későbbi írása nem érthető meg az előbbi mű ismerete nélkül. A második korszakában Wittgenstein erős kritikával illette saját, a nyelvre vonatkozó korábbi felfogását.
A késői Wittgenstein tagadja azt a korábbi állítást, hogy nyelvünk semmi másra nem alkalmas, mint a tények leképzésére. Azaz a nyelv nem szűkíthető le csupán a leíró, deskriptív funkcióra. A mesterséges nyelvek helyett a természetes nyelveket veszi előtérbe Wittgenstein. A természetes nyelv nem szorítható definíciók közé, ennek oka, hogy a nyelvünkben, mint az emberi világban mindenütt, a "családi hasonlóság" elve érvényesül: a jelentés.
A gyermek a szavakat osztenzív, azaz "rámutató tanítással" tanulja meg. Asszociatív kapcsolat alakul ki a szó és a dolog között: a szót hallva a gyermek lelki szemei előtt a dolog képe jelenik meg.
A nyelvről alkotott híres hasonlat ebben a könyvben a "nyelvjáték". Ez azt hivatott kifejezni, hogy a nyelv egy társas kommunikációs eszköz, és a szavak jelentése nem definíciók útján, hanem praktikusan a nyelv használatával, az interakcióval alakul ki, és azzal változik. Wittgenstein ezzel a nyelv leíró funkciója helyett a működését, a pragmatikus kérdéseket veszi előtérbe.
"Primitív nyelv": A építményt emel kövekből, ehhez kockák, lapok, gerendák, oszlopok állnak a rendelkezésére. B A-nak a segédje, ő hordja neki a köveket. Hogy A építő megértesse magát B segéddel, e célból olyan nyelvet használnak, amely a "kocka", "lap", "gerenda", "oszlop" szavakból áll. A kiáltja a szavakat, B odaviszi.
Valamit megnevezni ahhoz hasonlatos, mint mikor egy dologra névtáblát akasztunk. Ez az előkészület egy szó használatára. Egy nyelvet elképzelni annyi mint egy életformát elképzelni.
Egy szó nem veszti el jelentését ha már nem felel meg a létező tárgynak. Mikor NN úr meghal, nem azt mondjuk, hogy a név halt meg, hanem a név hordozója. Ha a név megszűnne jelentéssel bírni, akkor nem lenne értelme azt mondani, hogy NN úr meghalt. Egy szó jelentését a használata határozza meg. Filozófiai problémák pedig akkor keletkeznek ha „a nyelv szabadságra megy”. A megnevezés a szó és a tárgy közötti különös kapcsolat.
Privátnyelv-kritika: a nyelvtani szabályok nem lehetnek privát szabályok: egy szabály egyszeri betartása lehetetlen, akkor megszűnne a szabály szabálynak lenni. Ez a felismerés is a nyelv társas jellegét erősíti.
A „privátnyelv-kritika" az ellen a nézet ellen irányul, miszerint lehetségesek „kimondhatatlan” érzések, amelyeket az érzékelőn kívül senki más nem érzékel. Ilyen például az olyan kijelentés: „csak én tudhatom mit érzek, más nem is sejtheti!". Wittgenstein szerint értelmetlen az én tulajdonomról beszélni, ha az a valami nem is lehet a másé.
Végső következtetés: a világ a nyelv által ki van mérve, határai logikailag, a ki nem mondható pedig megmutatható.

## Művei
Bár harmincezer oldalas hagyaték maradt utána, mindössze öt munkáját találta méltónak arra, hogy a közönség elé tárja. Az egyik a Logikai-filozófiai értekezés (Tractatus logico-philosophicus), egy helyesírási szótár és három rövidebb írás. Késői fő műve, a Filozófiai vizsgálódások, csak halála után jelent meg.

### Magyarul
- Logikai-filozófiai értekezés (bev. Bertrand Russell, ford., jegyz., bev.: Kritikai megjegyzések Ludwig Wittgenstein értekezéséhez, Márkus György), Akadémiai, Bp., 1963 (Akadémiai, 1989, 1990)
- A bizonyosságról; ford., utószó, jegyz. Neumer Katalin; Európa, Bp., 1989
- Logikai-filozófiai értekezés; ford., fogalommutató Márkus György; 2. jav. kiad.; Akadémiai, Bp., 1990 (Hermész könyvek)
- Észrevételek (ford. Kertész Imre), Atlantisz Könyvkiadó, Budapest, 1995 (Kísértések), ISBN 9637978585
- Előadások az esztétikáról; ford., utószó Mekis Péter; Latin Betűk, Debrecen, 1998
- Filozófiai vizsgálódások (ford., utószó Neumer Katalin; 2. jav. kiad.), Atlantisz Könyvkiadó, Budapest, 1998 (Mesteriskola), ISBN 9637978941
- Logikai-filozófiai értekezés (ford. Márkus György, jegyz., tan. Mekis Péter és Polgárdi Ákos), Atlantisz Könyvkiadó, Budapest, 2004 (Kísértések), ISBN 9789639165748

A magyar Tractatus-fordítások és különbségeik: 
Márkus György 1962-es fordítása máig a meghatározó magyar alapszöveg. Ebben két wittgensteini kulcsterminus – Sachverhalt és Sachlage – fordítása: elemi tény, helyzet, a dolgok állása. Nyíri Kristóf javaslatára az 1989-es kiadásban ezt megváltoztatták: a Sachverhaltot körülményre, a Sachlagét tényállásra módosították. A 2004-es kiadásban Mekis Péter és Polgárdi Ákos kontrollfordítása nyomán a Sachverhalt összefüggésként, a Sachlage helyzetként került a szövegbe. A mai álláspont szerint e legutóbbi fordítás a leginkább megbízható. (Lásd a kontrollfordítói utószót in: Wittgenstein: Logikai-filozófiai értekezés, Atlantisz Könyvkiadó, 2004. 108. sk.)
- A logikai pozitivizmus kialakulása és az analitikus filozófiai hajnala Wittgenstein, sulinet.hu
- Wittgenstein-emlékmozaik, artpool.hu
- Funkcionalizmus Wittgenstein filozófiájában , minerva.elte.hu
- Ludwig Wittgenstein: A barna könyv (részlet), caesar.elte.hu
- Wittgenstein hagyatéka és a Wittgenstein kiadások , epa.oszk.hu
- Mekis Péter: Logikai és nyelvfilozófiai problémák a Logikai-filozófiai értekezésben. (doktori disszertáció) , phil.elte.hu
- John M. Heaton: Wittgenstein és a pszichoanalízis; ford. Cserna György; Alexandra, Pécs, 2002 (Posztmodern találkozások)
- Kállay Géza: Nem puszta kép. Shakespeare és Wittgenstein; Liget Műhely Alapítvány, Bp., 2002 (Liget könyvek)
- Neumer Katalin: A lélek aspektusai. Wittgenstein a Filozófiai vizsgálódások után; Gondolat, Bp., 2006
- Alexander Waugh: A Wittgensteinek. Egy békétlen család; ford. Sipos Katalin; Európa, Bp., 2010
- András Ferenc: A kommunikációs tér filozófiája; Gondolat, Bp., 2010 (Universitas Pannonica)
- Kelemen István: Nyelv és misztikum. Közelítések a fiatal Wittgenstein filozófiájához; Debreceni Egyetemi, Debrecen, 2015 (Nagyerdei almanach könyvek)

### Más nyelveken
- Wittgenstein Online – német
- Cambridge Wittgenstein Archive – German and English, includes pictures, biography, searchable database of manuscripts
- Wittgenstein Portal
- Stanford Encyclopedia of Philosophy has an extensive article
- Wittgenstein's works are edited in an electronic edition (and sold on CDROM) at the University of Bergen in Norway
- A collection of Ludwig Wittgenstein's manuscripts is held by the Trinity College library in Cambridge, England
- Ludwig Wittgenstein (1889-1951) is a comprehensive resource of Wittgensteinian material
- Wittgenstein Scrap Book by Ralph Lichtensteiger
- Wittgenstein – Archive (Real audio stream) of BBC Radio 4 edition of 'In Our Time' on Wittgenstein
- The Jew of Linz by Kimberley Cornish a book review listing its detailed arguments for believing Wittgenstein was the object of Hitler's anti-Semitism
- Wittgenstein on MIS Archiválva 2021. március 6-i dátummal a Wayback Machine-ben Management Information Systems as proving grounds for the rule following paradox and other Wittgensteinian themes
- Herbert Marcuse's critique of the conformist tendencies in Wittgenstein's works
- Wovon, as recorded by a popular Finnish commentator on philosophy
- T.P. Uschanov's page Wittgenstein links
- East Side Institute for Group and Short Term Pschotherapy: an international research and training center that has made use of Wittgenstein's work in psychotherapy, education and human development
- Biography resources dedicated to Ludwig Wittgenstein